# ۲۹ آبان
۲۹ آبان دویست و چهل و پنجمین روز سال در گاه‌شماری خورشیدی است. به پایان سال ۱۲۰ روز (۱۲۱ روز در سال کبیسه) باقی‌است.

## رویدادها
- ۱۳۷۷ - آغاز ساخت ایستگاه فضایی بین‌المللی در مدار زمین
- ۱۳۸۷ - رقابت ۲۹ آبان ۱۳۸۷ تیم ملی فوتبال ایران با تیم ملی فوتبال امارات در مرحله مقدماتی جام جهانی فوتبال ۲۰۱۰ (آسیا)
- ۱۴۰۳ - رقابت ۲۹ آبان ۱۴۰۳ تیم ملی فوتبال ایران با تیم ملی فوتبال قرقیزستان در مرحله مقدماتی جام جهانی فوتبال ۲۰۲۶ (آسیا)

## مناسبت‌ها
- روز جهانی کودک

## زادروزها
- ۱۲۷۵ - رشید یاسمی، نویسنده، مورخ، مترجم و شاعر معاصر ایرانی
- ۱۳۱۷ - اردشیر کاظمی، بازیگر
- ۱۳۱۹ - محمدعلی سپانلو، شاعر، منتقد ادبی و مترجم
- ۱۳۵۶ - مریم حیدرزاده، نقاش، نویسنده، شاعر و ترانه‌سرا
- ۱۳۶۲ - محمد مهدی دل خواسته، عکاس سینما و مستندساز

## درگذشت‌ها
- ۱۳۱۴ - حسن پیرنیا، سیاستمدار، حقوقدان، تاریخ‌نگار ایرانی و نخست‌وزیر ایران در اواخر عهد قاجار و اوایل دورهٔ پهلوی
- ۱۳۸۴ - منوچهر آتشی، شاعر و مترجم معاصر
- ۱۳۹۸ - فضل‌الله رضا، دانشمند، مهندس برق و رئیس پیشین دانشگاه تهران
- ۱۴۰۱ - کاروان قادری، از کشته‌شدگان خیزش ۱۴۰۱ ایران